# Franco de Ticino
El franco (en plural, Franchi) fue la moneda del cantón suizo de Ticino entre 1813 y 1850. Se subdividía en 20 soldi (en singular, soldo), y cada soldo se dividía en 12 denari (en singular, denaro).

## Historia
El franco era la moneda de la República Helvética desde 1798, aunque se dejó de emitir monedas en 1803. Por ende se introdujo el franco de Ticino, equivalente al franco, en 1813 y se emitieron monedas hasta 1845. En 1850, el franco suizo fue reintroducido, a una tasa de 1 ½ de francos suizos = 1 franco Ticino.

## Monedas
Se acuñaron en cobre monedas de 3 y 6 denari, y lingotes de plata valuados en 3 soldi, ¼, ½, 1, 2 y 4 franchi.